# Jürgen G. Heinrich

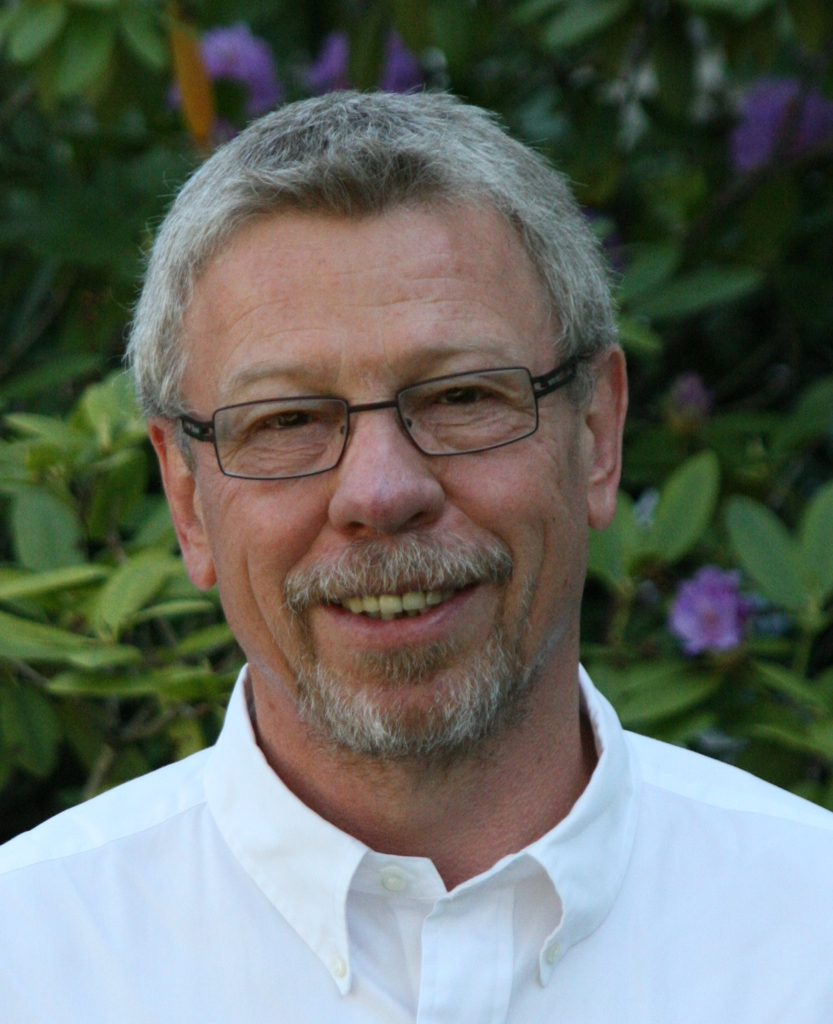
Jürgen G. Heinrich (2014)

Jürgen G. Heinrich (* 1949 in Selb) ist ein deutscher Ingenieur und ehemaliger Professor für Ingenieurkeramik am Institut für Nichtmetallische Werkstoffe an der TU Clausthal.

## Leben
Heinrich studierte Materialwissenschaft und Werkstofftechnik am Johann Friedrich Böttger Institut in Selb bis 1972, und Nichtmetallische Anorganische Werkstoffe an der TU Berlin, wo er 1979 promovierte. Forschungs- und Entwicklungstätigkeiten folgten, so von 1976 bis 1985 beim Deutsche Forschungs- und Versuchsanstalt für Luft- und Raumfahrt, bei Rosenthal, Kerimpex und ab 1993 bei Hoechst CeramTec. Zusätzlich hatte Heinrich von 1983 bis 1990 Lehraufträge der FH Nürnberg und der Universität Bayreuth. 1995 wurde er zum Professor für Ingenieurkeramik an die TU Clausthal als Nachfolger von Hans Walter Hennicke berufen. Von 2001 bis 2003 war er Dekan der Fakultät Physik, Metallurgie und Materialwissenschaft der TU Clausthal. 2006 war Heinrich für ein Forschungssemester am Shanghai Institute of Ceramics. 2014 wurde er in den Ruhestand verabschiedet.
1991 erhielt er den Internationalen Schunk Werkstoff Preis. 2006 wurde ihm der Engineering Ceramics: Bridge Building Award der American Ceramic Society verliehen. 2008 erhielt Heinrich den Rieke-Ring der Deutschen Keramischen Gesellschaft für seine herausragende ehrenamtliche Arbeit für die Gesellschaft, benannt nach Reinhold Rieke. Seit 1993 war er im Vorstand dieser Gesellschaft und war von 2003 bis 2007 deren Vorsitzender. Von der Deutsche Keramische Gesellschaft erhielt er weiter 2014 für seine wissenschaftlichen Leistungen auf dem Gebiet der Keramik die Seger-Plakette, benannt nach Hermann August Seger.
Von 2007 bis 2009 war er Präsident der European Ceramic Society und ist Academician der Academy of Ceramics. Seit 2008 ist er im Sekretariat der International Science Foundation. Seit 2008 bzw. 2013 ist er Fellow der American Ceramic Society bzw. der European Ceramic Society. 2013 wurde er zum Senior Visiting Professor der Chinesischen Akademie der Wissenschaften ernannt.
Heinrich ist Autor von Publikationen in Fachzeitschriften, Mitautor von 37 Patenten, und Buchautor. Darüber hinaus war er Herausgeber und ist im Editorial Board der Zeitschrift „Journal of Ceramic Science and Technology“ und war im Editorial Board der Fachzeitschriften „Ceramics International“ und „Journal of the European Ceramic Society“. Er war Organisator des 7th International Symposium „Ceramic Materials and Components for Engines“ in Goslar, 2000, und der 10th International Conference of the European Ceramic Society, Berlin, 2007.

## Veröffentlichungen
- Jürgen G. Heinrich, Fritz Aldinger (Hrsg.): Ceramic Materials and Components for Engines. Wiley-VCH, 2001, ISBN 3-527-61277-7 (englisch).
- Jürgen G. Heinrich, Herbert Gasthuber (Hrsg.): Symposium Keramik im Fahrzeugbau. Mercedes-Forum, Stuttgart, 6./7. Mai 2003. Deutsche Keramische Gesellschaft, 2003, ISBN 3-925543-17-1.